# Bill Morneau
William Francis Morneau, soprannominato Bill  Morneau, (Toronto, 7 ottobre 1962), è un politico canadese, ministro delle finanze del Canada dal 4 novembre 2015 al 17 agosto 2020.